# Trambulina Cioplea
Trambulina Cioplea – skocznia narciarska w Predealu, w Rumunii.
Skocznia powstała w 1986, kilkakrotnie remontowana dzisiaj w bardzo złym stanie technicznym. Skocznia przylega do budynku lewą stroną na której usytuowano schody wejściowe. Przy skoczni znajduje się wieża sędziowska, oraz mała trybuna na ok. 2 000 miejsc (wraz z placem).
Na skoczni tej wielokrotnie rozgrywano mistrzostwa Rumunii w skokach narciarskich, między innymi edycję z 2003 roku.